# Faculté de médecine de l'Université Laval
La Faculté de médecine de l'Université Laval est l'une des 17 facultés de l'Université Laval.

## Histoire
Fondée en 1854, la Faculté de médecine de l'Université Laval, l’une des plus anciennes en Amérique du Nord, est la toute première faculté de médecine francophone à avoir vu le jour au Canada. Faisant partie des quatre facultés fondatrices de l’institution (Médecine, Arts, Théologie, et Droit), elle visait à rendre plus accessibles les études médicales aux étudiants francophones du Québec, jusque-là limités à étudier à l'Université McGill, qui détenait le monopole sur les études de médecine. Le premier doyen, le médecin Jean Blanchet, a inauguré  les cours de la nouvelle Faculté le 25 septembre 1854.
Alors qu’à l’origine elle comptait dans ses rangs six professeurs, près de 4541 enseignants, professeurs et chargés de cours œuvrent en 2016 au sein de la Faculté de médecine de l’Université Laval, qui accueille près de 4250 étudiants.

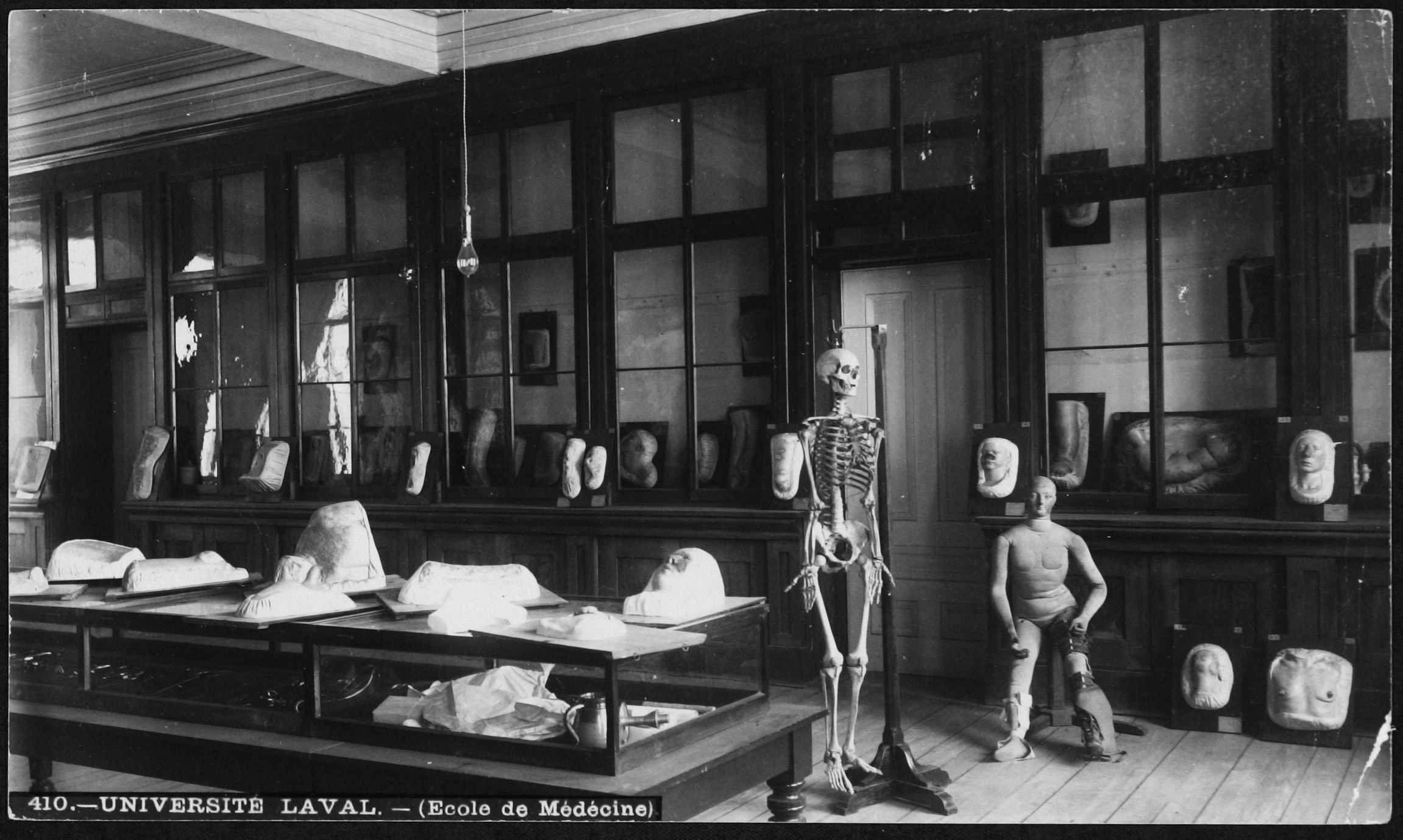
Université Laval, faculté de médecine, vers 1900.
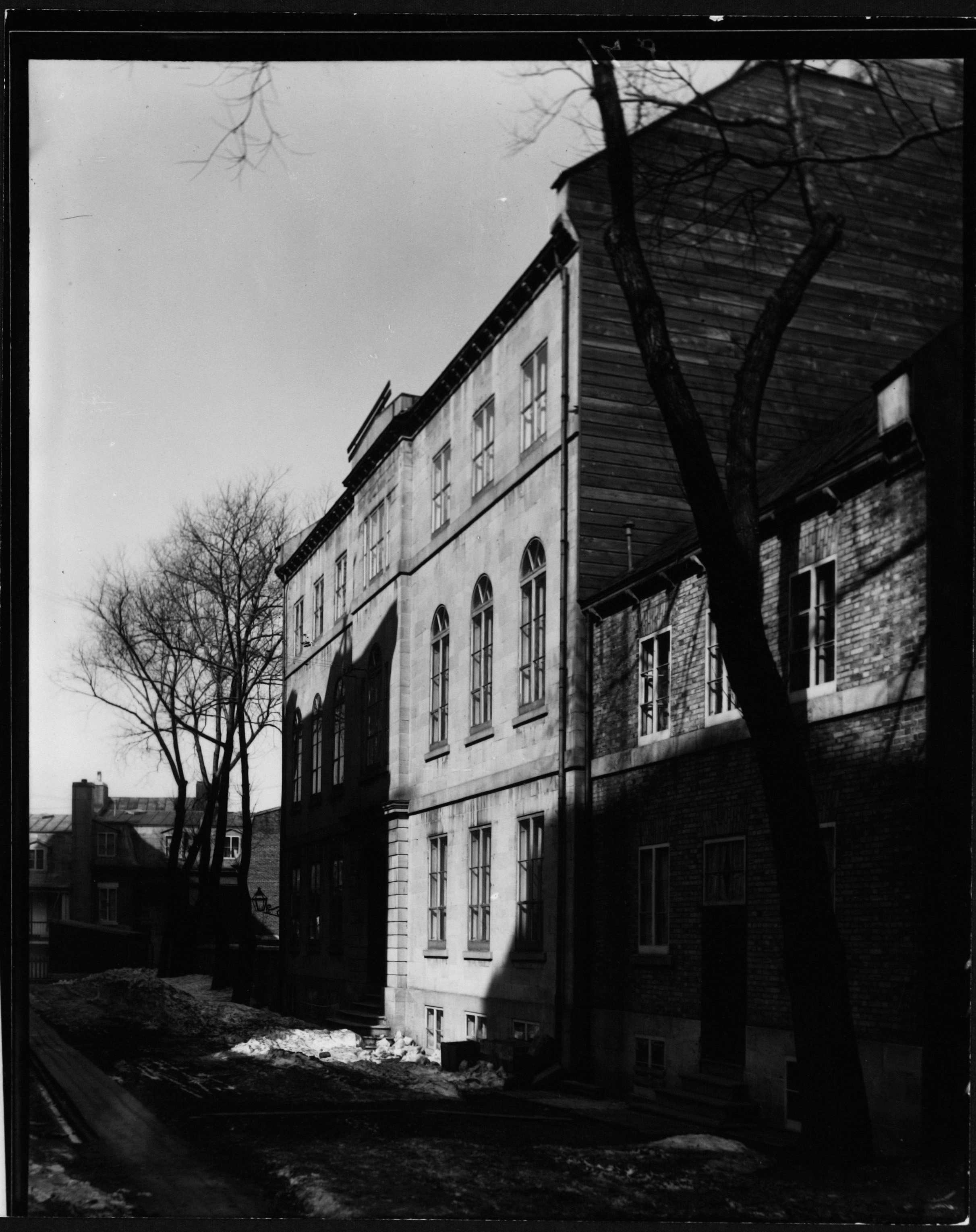
Université Laval, faculté de médecine, vers 1900.

### Liste des doyens

#### Doyen par plus grand âge
- 1853 - 1856 : Jean Blanchet
- 1856 - 1862 : Charles-Jacques Frémont
- 1863 - 1883 : James Sewell
- 1883 - 1885 : Alfred Jackson
- 1885 - 1899 : Charles-Eusèbe Lemieux
- 1899 - 1905 : Louis-Joseph-Alfred Simard
- 1905 - 1910 : Laurent Catellier
- 1910 - 1914 : Michael J. Ahern
- 1914 - 1921 : Edwin Turcot

#### Doyen par mérite
- 1921 - 1934 : Arthur Rousseau
- 1940 - 1954 : Charles Vézina
- 1954 - ? : Jean-Baptiste Jobin
- 1998 - 2002 : Marc Desmeules
- 2002 - 2010 : Pierre J. Durand
- 2010 - 2017 : Rénald Bergeron
- Depuis 2017 : Julien Poitras

## Réseau université intégré en santé (RUIS)
Le réseau de formation clinique de la Faculté de médecine de l'Université Laval s'étend sur une vaste portion du territoire québécois, allant de Joliette aux Îles-de-la-Madeleine en passant par Kuujjuaq. Il regroupe notamment 10 établissements avec 521 points de services et 12 unités de médecine familiales (UMF) ainsi que 5 centres de recherche.

## Vie universitaire

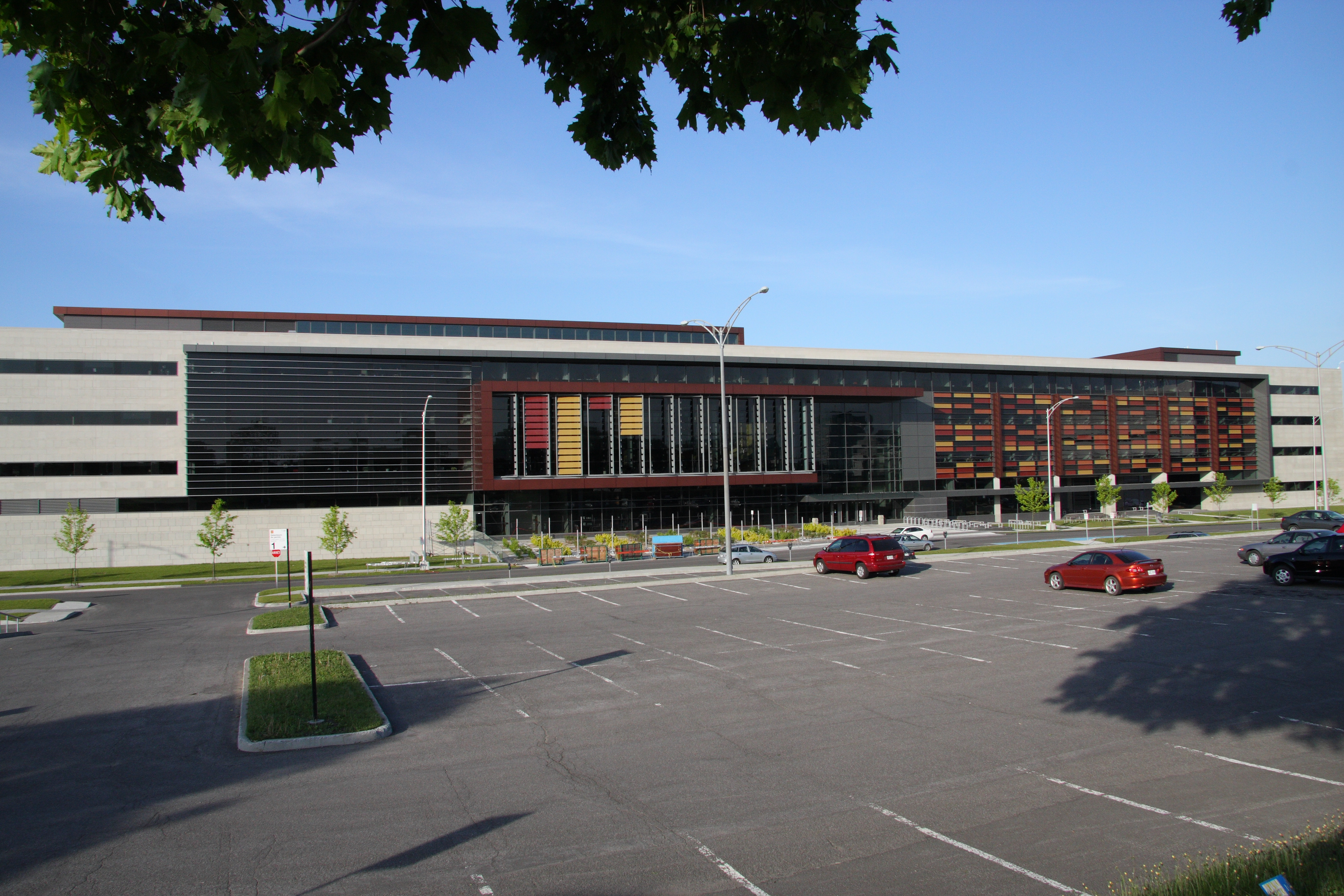
Le pavillon de la faculté

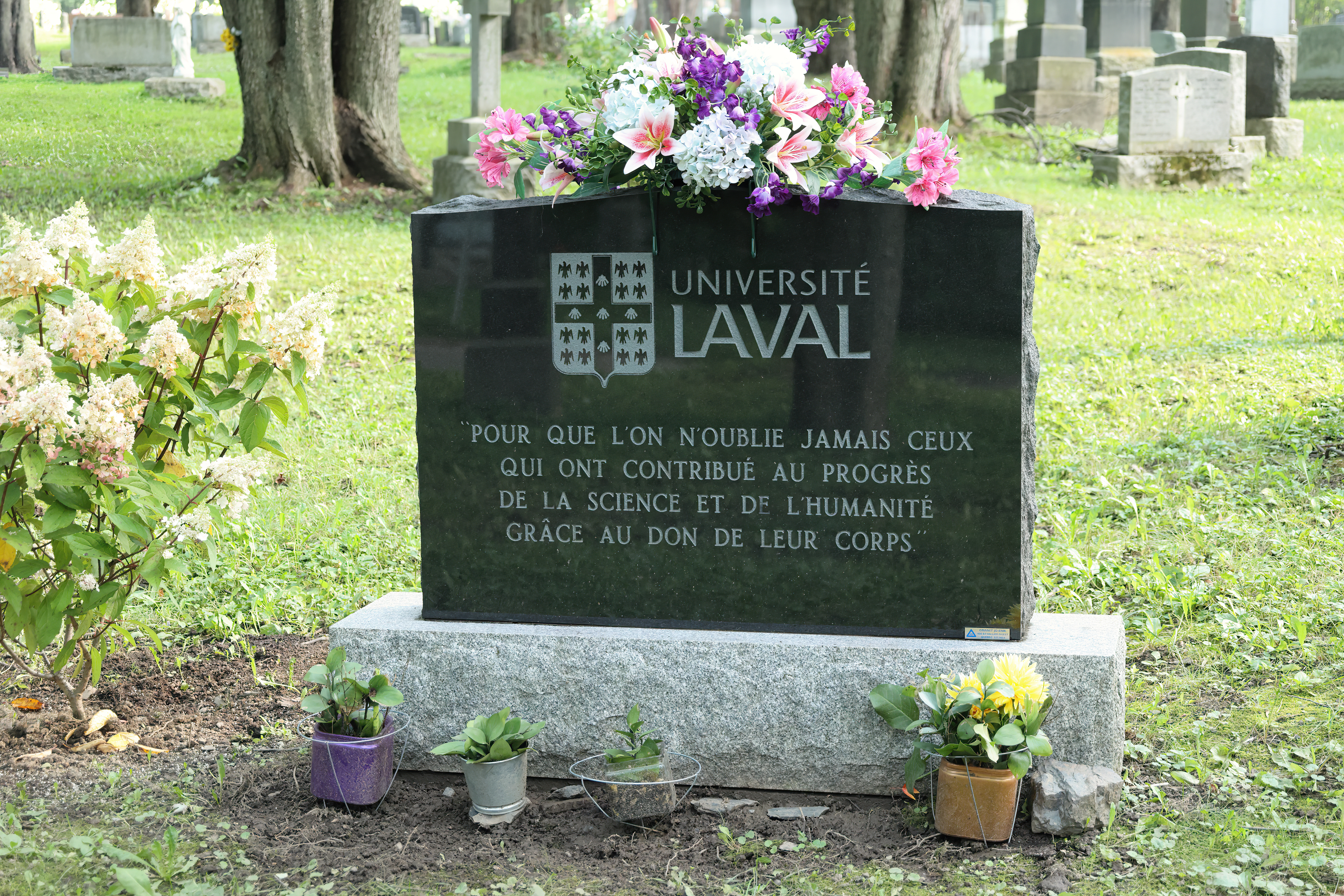
Monument collectif de l'Université Laval commémorant les personnes qui ont donné leur corps à la science au cimetière Notre-Dame-de-Belmont

Les 4250 étudiants de la Faculté sont regroupés dans 9 associations étudiantes reconnues par le gouvernement du Québec. Celles-ci offrent à leurs membres une représentation politique, administrative ainsi que divers services et comités. La faculté de médecine est située dans le pavillon Ferdinand-Vandry.